# IZH-SM1
La Izhmash IZH-SM1 est une moto électrique militaire de type enduro/motocross/trail, fabriquée par le constructeur russe Izhmash, reprise dès 2013 par le constructeur d'armes Kalashnikov. Elle est présentée dès 2018 à une foire internationale d'armement.

## Description
La moto compte deux versions, une civile (UM-1) pour Urban moto et une militaire (SM-1). Son rayon d'action est de 150 km.
Son utilisation en Russie par des forces spéciales en fait un avantage pour des missions silencieuses, particulièrement de nuit, qui peut se coupler avec le montage d'un phare infrarouge et le port par le pilote de lunettes infrarouges. La moto flotte, elle permet le franchissement de cours d'eau si la mission le requiert.

## Histoire militaire
Les motos sont engagées pour la première fois officiellement lors de l'invasion de l'Ukraine par la Russie.

## Opérateurs militaires
- Russie Forces spéciales Spetsnaz[4].